# Cal Masses (el Prat de Llobregat)
Cal Masses és una masia del Prat de Llobregat (Baix Llobregat) inclosa a l'Inventari del Patrimoni Arquitectònic de Catalunya.

## Descripció
Masia que correspon a la tipologia 2.I de l'esquema de Danés i Torras, amb la variant de tenir dos cossos laterals adossats. La coberta és a dues vessants perpendicular a la façana. Consta de planta baixa, pis i golfes. El seu cos principal està tancat i sembla només habitat un dels cossos laterals. Possible masoveria. La profusió de pedra amb argamassa com a material constructiu, afegida a detalls decoratius com el d'ull oval de les golfes, fan pensar en una cronologia primerenca dins el conjunt de masies del Prat (finals segle xviii).